# Stenolestes ronzonense
Megasemum ronzonense
Espèce
Synonymes
- †Megasemum ronzonense Aymard, 1856
- †Megasemum ronzonense Maneval, 1936

Stenolestes ronzonense est une espèce fossile d'insectes libellules de la famille des Sieblosiidae (sous-ordre des Zygoptera).

## Classification
L'espèce Stenolestes ronzonense est décrite en 1936 par le paléontologue français Henri Maneval (1892-1942) sous le protonyme de Megasemum ronzonense,. 
Maneval considère dans sa publication de 1936 que le genre Megasemum et l'espèce Megasemum ronzonense décrits en 1856 par le paléontologue français Auguste Aymard (1808-1889) sont des nomen nudum (donc invalides) toutefois il en reprend les noms pour la nouvelle description qu'il en fait. Dès lors c'est bien le nom de Maneval et la date de 1936 qui sont valides pour ces taxons.

### Renommage
Megasemum ronzonense est renommée Stenolestes ronzonense en 1986 par l'entomologiste français André Nel,.
Ce taxon est repris en 1986 par André Nel et Michel Papazian (d), en 1994 par André Nel et Jean-Claude Paicheler (d), en 2021 par Stewart B. Archibald (d) et al.,
À la suite de ce renommage, l'espèce Stenolestes ronzonense est désormais rattachée à la famille fossile des Sieblosiidae, après avoir été provisoirement classée dans la sous-famille des Petrolestinae (famille des Dysagrionidae).

### Citation
L'espèce est figurée et citée en 1937 par Nicolas Théobald.

### Fossiles
Selon Paleobiology Database en 2023, une seule collection est référencée et l'holotype, de l'ère Cénozoïque et du Rupélien de l'époque Oligocène inférieur (33,9 à 28,4 Ma), fait partie de la collection du muséum national d'histoire naturelle de Paris, dans la galerie de Paléontologie et vient des calcaires du Mont Ronzon sur la commune de Vals-près-le-Puy au sud-ouest du Puy-en-Velay, en Haute-Loire, en Auvergne.

### Étymologie
Son épithète spécifique, composée de ronzon et du suffixe latin -ense, « qui vit dans, qui habite », lui a été donnée en référence au lieu de sa découverte, le mont Ronzon au sud du Puy-en-Velay (département français de la Haute-Loire, dans la région Auvergne).

## Description

### Caractères
« L'Insecte n'est connu que par des empreintes d'aile antérieure. H. Maneval décrit trois fragments d'empreintes et deux contre-empreintes conservées au musée du Puy. Le muséum de Paris (éch. Ro I) possède une aile antérieure du même animal et qui concorde avec la description de H. Maneval. Peut-être même est-elle la contre empreinte de l'échantillon n° 1 fig 1 de Maneval, mais en plus complet. Malheureusement, cet exemplaire ne montre pas non plus la base de l'aile (V. fig. 10). ».

### Dimensions
« Le fragment du Muséum a une largeur de 12,5 mm et une longueur de 30 mm. D'après Maneval, l'aile antérieure pouvait atteindre 42 mm de longueur et était de couleur brun-bleuâtre. ».

### Affinités
« Le g. Megasemum Maneval se distingue du g. Calopteryx par la forme du stigma couvrant une longueur équivalente à celle de douze cellules postnodales. La nervure sous-médiane ou cubitus émet le secteur nodal vers le milieu de l'aile et non au nodus comme dans le g. Calopteryx. Le réticulation est semblable à celle du genre Calopteryx, elle est composée de cellules en majeure partie rectangulaires à grand axe orienté dans le sens transversal de l'aile. ».

### Publication originale
- [1936] Henri Maneval, « Insectes fossiles des calcaires Oligocènes de Ronzon (Le Puy) », Annales de la Société Linnéenne de Lyon, vol. 79,‎ 1936, p. 24-37 (lire en ligne).